# Campeonato Mundial de Fórmula 1 de 1998
A Temporada de Fórmula 1 de 1998 foi a 49ª realizada pela FIA. Teve como campeão o finlandês Mika Hakkinen, da McLaren, sendo vice-campeão o alemão Michael Schumacher, da Ferrari. Foi a primeira temporada a legalizar somente a utilização de um padrão de motor, sendo esse o motor V10, que se estendeu até 2006, com a entrada do motor V8. Marcou também a despedida da fornecedora de pneus Goodyear da categoria.

## Pilotos e construtores
| Vice-campeão       | Campeão               | 3º Lugar              |
|                    |                       |                       |
| Michael Schumacher | Mika Hakkinen         | David Coulthard       |
| Ferrari            | West McLaren Mercedes | West McLaren Mercedes |

| Equipe                       | Construtor          | Chassis | Motor                                                | Pneu | No | Piloto                | Rodada | Piloto(s) de testes                                      |
| ---------------------------- | ------------------- | ------- | ---------------------------------------------------- | ---- | -- | --------------------- | ------ | -------------------------------------------------------- |
| Winfield Williams            | Williams Mecachrome | FW20B   | Mecachrome GC37-01 (Renault RS9 rebatizados) 3.0 V10 | G    | 1  | Jacques Villeneuve    | Todas  | Juan Pablo Montoya Max Wilson                            |
| Winfield Williams            | Williams Mecachrome | FW20B   | Mecachrome GC37-01 (Renault RS9 rebatizados) 3.0 V10 | G    | 2  | Heinz-Harald Frentzen | Todas  |                                                          |
| Ferrari Marlboro             | Ferrari             | F300    | Ferrari 047 3.0 V10                                  | G    | 3  | Michael Schumacher    | Todas  | Luca Badoer                                              |
| Ferrari Marlboro             | Ferrari             | F300    | Ferrari 047 3.0 V10                                  | G    | 4  | Eddie Irvine          | Todas  |                                                          |
| Mild Seven Benetton Playlife | Benetton Playlife   | B198C   | Playlife GC37-01 (Renault RS9 rebatizados) 3.0 V10   | B    | 5  | Giancarlo Fisichella  | Todas  | Jos Verstappen Oliver Gavin Jason Watt                   |
| Mild Seven Benetton Playlife | Benetton Playlife   | B198C   | Playlife GC37-01 (Renault RS9 rebatizados) 3.0 V10   | B    | 6  | Alexander Wurz        | Todas  | Jos Verstappen Oliver Gavin Jason Watt                   |
| West McLaren Mercedes        | McLaren Mercedes    | MP4-13C | Mercedes FO115G 3.0 V10                              | B    | 7  | David Coulthard       | Todas  | Ricardo Zonta Nick Heidfeld                              |
| West McLaren Mercedes        | McLaren Mercedes    | MP4-13C | Mercedes FO115G 3.0 V10                              | B    | 8  | Mika Häkkinen         | Todas  |                                                          |
| Benson & Hedges Jordan       | Jordan Mugen-Honda  | 198     | Mugen-Honda MF-301 HC 3.0 V10                        | G    | 9  | Damon Hill            | Todas  | Pedro de la Rosa Juichi Wakisaka Jos Verstappen          |
| Benson & Hedges Jordan       | Jordan Mugen-Honda  | 198     | Mugen-Honda MF-301 HC 3.0 V10                        | G    | 10 | Ralf Schumacher       | Todas  |                                                          |
| Gauloises Prost Peugeot      | Prost Peugeot       | AP01    | Peugeot A16 3.0 V10                                  | B    | 11 | Olivier Panis         | Todas  | Stéphane Sarrazin                                        |
| Gauloises Prost Peugeot      | Prost Peugeot       | AP01    | Peugeot A16 3.0 V10                                  | B    | 12 | Jarno Trulli          | Todas  |                                                          |
| Red Bull Sauber Petronas     | Sauber Petronas     | C17     | Petronas SPE-01D (Ferrari 046/2 rebatizados) 3.0 V10 | G    | 14 | Jean Alesi            | Todas  | Jörg Müller                                              |
| Red Bull Sauber Petronas     | Sauber Petronas     | C17     | Petronas SPE-01D (Ferrari 046/2 rebatizados) 3.0 V10 | G    | 15 | Johnny Herbert        | Todas  |                                                          |
| Danka Zepter Arrows          | Arrows              | A19     | Arrows T2-F1 (Hart 1030 rebatizados) 3.0 V10         | B    | 16 | Pedro Paulo Diniz     | Todas  | Emmanuel Collard Stephen Watson                          |
| Danka Zepter Arrows          | Arrows              | A19     | Arrows T2-F1 (Hart 1030 rebatizados) 3.0 V10         | B    | 17 | Mika Salo             | Todas  |                                                          |
| HSBC Stewart Ford            | Stewart Ford        | SF02    | Ford VJ Zetec-R 3.0 V10                              | B    | 18 | Rubens Barrichello    | Todas  | Mario Haberfeld Luciano Burti                            |
| HSBC Stewart Ford            | Stewart Ford        | SF02    | Ford VJ Zetec-R 3.0 V10                              | B    | 19 | Jan Magnussen         | 1-7    |                                                          |
| HSBC Stewart Ford            | Stewart Ford        | SF02    | Ford VJ Zetec-R 3.0 V10                              | B    | 19 | Jos Verstappen        | 8-16   |                                                          |
| PIAA Tyrrell                 | Tyrrell Ford        | 026     | Ford JD Zetec-R 3.0 V10                              | G    | 20 | Ricardo Rosset        | Todas  | Jean Cristophe Boullion Tom Kristenssen Norberto Fontana |
| PIAA Tyrrell                 | Tyrrell Ford        | 026     | Ford JD Zetec-R 3.0 V10                              | G    | 21 | Toranosuke Takagi     | Todas  |                                                          |
| Fondmetal Minardi Team       | Minardi Ford        | M198    | Ford JD Zetec-R 3.0 V10                              | B    | 22 | Shinji Nakano         | Todas  | Laurent Redon Tom Kristensen                             |
| Fondmetal Minardi Team       | Minardi Ford        | M198    | Ford JD Zetec-R 3.0 V10                              | B    | 23 | Esteban Tuero         | Todas  |                                                          |

## Trocas de pilotos
- Williams: Jacques Villeneuve e Heinz-Harald Frentzen, campeão e vice da temporada anterior, seguiram na equipe, apos renovar com os motores Renault.
- Ferrari: Após a polêmica do GP da Europa, em que tentou jogar seu carro contra Villeneuve e teve o vice-campeonato anulado, Michael Schumacher continua na escuderia italiana, novamente com Eddie Irvine ao seu lado.
- Benetton: Com a aposentadoria de Gerhard Berger e a saída de Jean Alesi para a Sauber, a equipe ítalo-inglesa contratou Giancarlo Fisichella (ex-Jordan) e Alexander Wurz, então piloto de testes, foi promovido a titular.
- McLaren: Mika Häkkinen e David Coulthard permaneceram no time de Woking pela terceira temporada consecutiva.
- Jordan: a equipe de Eddie Jordan, além de perder Fisichella para a Benetton, também ficou sem os motores da Peugeot para 1998. Ralf Schumacher, irmão de Michael Schumacher, permanece na Jordan, agora equipada com motores Mugen-Honda. Damon Hill, após uma claudicante temporada com a Arrows (chegou a liderar o GP da Hungria até o final, quando problemas hidráulicos o relegaram ao segundo lugar), assinou para disputar sua penúltima temporada.
- Prost Grand Prix: Em seu segundo campeonato, a escuderia de Alain Prost teve como pilotos Olivier Panis e Jarno Trulli, que chegara a perder sua vaga para Shinji Nakano após ser afastado. O italiano marcou apenas um ponto, no GP da Bélgica, enquanto que o francês não pontuou.
- Sauber: a equipe suíça apostou na experiência em 1998: além de manter o inglês Johnny Herbert, contratou o francês Jean Alesi, vindo da Benetton. O melhor resultado foi no GP da Bélgica, com um terceiro lugar de Alesi.
- Arrows: Sem Damon Hill, contratado pela Jordan, o time ousou ao adotar uma pintura preta em seus carros, além de produzir seu próprio motor. Pedro Paulo Diniz continuou na escuderia, e Mika Salo foi contratado para o lugar do campeão de 1996.
- Stewart Grand Prix: Seguiu com o brasileiro Rubens Barrichello e o dinamarquês Jan Magnussen para pilotarem o SF02. Após o GP do Canadá, onde marcou seu único ponto na F-1, Magnussen foi dispensado e, em seu lugar, foi promovido o então reserva Jos Verstappen.
- Tyrrell: Na última temporada da equipe fundada por Ken Tyrrell, foram contratados o brasileiro Ricardo Rosset e o novato japonês Toranosuke Takagi, então piloto de testes. Sem marcar pontos, a Tyrrell conquistou seu melhor resultado no GP do Canadá, com um oitavo lugar de Rosset, que chegou a se aposentar do automobilismo ao final da temporada, mas voltou a correr anos depois.
- Minardi: Sem Ukyo Katayama, que se aposentara da F-1, e Tarso Marques, que fora dispensado, a Minardi reformulou sua dupla de pilotos para 1998, além de passar a correr com motores Ford: Esteban Tuero, argentino de apenas 19 anos, e Shinji Nakano, que disputara algumas provas de 1997 pela Prost, foram os novos pilotos do time de Faenza.

## Calendário
| Prova | Grande Prêmio      | Data           | Local             |
| ----- | ------------------ | -------------- | ----------------- |
| 1     | GP da Austrália    | 8 de Março     | Melbourne         |
| 2     | GP do Brasil       | 29 de Março    | Interlagos        |
| 3     | GP da Argentina    | 12 de Abril    | Oscar Gálvez      |
| 4     | GP de San Marino   | 26 de Abril    | Ímola             |
| 5     | GP da Espanha      | 10 de Maio     | Catalunya         |
| 6     | GP de Mônaco       | 24 de Maio     | Monte Carlo       |
| 7     | GP do Canadá       | 7 de Junho     | Montreal          |
| 8     | GP da França       | 28 de Junho    | Magny-Cours       |
| 9     | GP da Grã-Bretanha | 12 de Julho    | Silverstone       |
| 10    | GP da Áustria      | 26 de Julho    | A1-Ring           |
| 11    | GP da Alemanha     | 2 de Agosto    | Hockenheim        |
| 12    | GP da Hungria      | 16 de Agosto   | Hungaroring       |
| 13    | GP da Bélgica      | 30 de Agosto   | Spa-Francorchamps |
| 14    | GP da Itália       | 13 de Setembro | Monza             |
| 15    | GP de Luxemburgo   | 27 de Setembro | Nürburgring       |
| 16    | GP do Japão        | 1 de Novembro  | Suzuka            |

## Resultados

### Grandes Prêmios
| GP | Grande Prêmio      | Pole Position        | Volta mais rápida  | Vencedor           | Equipe             | Descrição |
| -- | ------------------ | -------------------- | ------------------ | ------------------ | ------------------ | --------- |
| 1  | GP da Austrália    | Mika Häkkinen        | Mika Häkkinen      | Mika Häkkinen      | McLaren-Mercedes   | Detalhes  |
| 2  | GP do Brasil       | Mika Häkkinen        | Mika Häkkinen      | Mika Häkkinen      | McLaren-Mercedes   | Detalhes  |
| 3  | GP da Argentina    | David Coulthard      | Alexander Wurz     | Michael Schumacher | Ferrari            | Detalhes  |
| 4  | GP de San Marino   | David Coulthard      | Michael Schumacher | David Coulthard    | McLaren-Mercedes   | Detalhes  |
| 5  | GP da Espanha      | Mika Häkkinen        | Mika Häkkinen      | Mika Häkkinen      | McLaren-Mercedes   | Detalhes  |
| 6  | GP de Mônaco       | Mika Häkkinen        | Mika Häkkinen      | Mika Häkkinen      | McLaren-Mercedes   | Detalhes  |
| 7  | GP do Canadá       | David Coulthard      | Michael Schumacher | Michael Schumacher | Ferrari            | Detalhes  |
| 8  | GP da França       | Mika Häkkinen        | David Coulthard    | Michael Schumacher | Ferrari            | Detalhes  |
| 9  | GP da Grã-Bretanha | Mika Häkkinen        | Michael Schumacher | Michael Schumacher | Ferrari            | Detalhes  |
| 10 | GP da Áustria      | Giancarlo Fisichella | David Coulthard    | Mika Häkkinen      | McLaren-Mercedes   | Detalhes  |
| 11 | GP da Alemanha     | Mika Häkkinen        | David Coulthard    | Mika Häkkinen      | McLaren-Mercedes   | Detalhes  |
| 12 | GP da Hungria      | Mika Häkkinen        | Michael Schumacher | Michael Schumacher | Ferrari            | Detalhes  |
| 13 | GP da Bélgica      | Mika Häkkinen        | Michael Schumacher | Damon Hill         | Jordan-Mugen-Honda | Detalhes  |
| 14 | GP da Itália       | Michael Schumacher   | Mika Häkkinen      | Michael Schumacher | Ferrari            | Detalhes  |
| 15 | GP de Luxemburgo   | Michael Schumacher   | Mika Häkkinen      | Mika Häkkinen      | McLaren-Mercedes   | Detalhes  |
| 16 | GP do Japão        | Michael Schumacher   | Michael Schumacher | Mika Häkkinen      | McLaren-Mercedes   | Detalhes  |

### Classificação de pilotos
| Pos | Piloto                | AUS | BRA | ARG | SMR | SPA | MON | CAN | FRA | GBR | AUT | GER | HUN | BEL | ITA | LUX | JPN | Pontos |
| --- | --------------------- | --- | --- | --- | --- | --- | --- | --- | --- | --- | --- | --- | --- | --- | --- | --- | --- | ------ |
| 1   | Mika Häkkinen         | 1   | 1   | 2   | Ret | 1   | 1   | Ret | 3   | 2   | 1   | 1   | 6   | Ret | 4   | 1   | 1   | 100    |
| 2   | Michael Schumacher    | Ret | 3   | 1   | 2   | 3   | 10  | 1   | 1   | 1   | 3   | 5   | 1   | Ret | 1   | 2   | Ret | 86     |
| 3   | David Coulthard       | 2   | 2   | 6   | 1   | 2   | Ret | Ret | 6   | Ret | 2   | 2   | 2   | 7   | Ret | 3   | 3   | 56     |
| 4   | Eddie Irvine          | 4   | 8   | 3   | 3   | Ret | 3   | 3   | 2   | 3   | 4   | 8   | Ret | Ret | 2   | 4   | 2   | 47     |
| 5   | Jacques Villeneuve    | 5   | 7   | Ret | 4   | 6   | 5   | 10  | 4   | 7   | 6   | 3   | 3   | Ret | Ret | 8   | 6   | 21     |
| 6   | Damon Hill            | 8   | DSQ | 8   | 10† | Ret | 8   | Ret | Ret | Ret | 7   | 4   | 4   | 1   | 6   | 9   | 4   | 20     |
| 7   | Heinz-Harald Frentzen | 3   | 5   | 9   | 5   | 8   | Ret | Ret | 15† | Ret | Ret | 9   | 5   | 4   | 7   | 5   | 5   | 17     |
| 8   | Alexander Wurz        | 7   | 4   | 4   | Ret | 4   | Ret | 4   | 5   | 4   | 9   | 11  | 16† | Ret | Ret | 7   | 9   | 17     |
| 9   | Giancarlo Fisichella  | Ret | 6   | 7   | Ret | Ret | 2   | 2   | 9   | 5   | Ret | 7   | 8   | Ret | 8   | 6   | 8   | 16     |
| 10  | Ralf Schumacher       | Ret | Ret | Ret | 7   | 11  | Ret | Ret | 16  | 6   | 5   | 6   | 9   | 2   | 3   | Ret | Ret | 14     |
| 11  | Jean Alesi            | Ret | 9   | 5   | 6   | 10  | 12† | Ret | 7   | Ret | Ret | 10  | 7   | 3   | 5   | 10  | 7   | 9      |
| 12  | Rubens Barrichello    | Ret | Ret | 10  | Ret | 5   | Ret | 5   | 10  | Ret | Ret | Ret | Ret | DNS | 10  | 11  | Ret | 4      |
| 13  | Mika Salo             | Ret | Ret | Ret | 9   | Ret | 4   | Ret | 13  | Ret | Ret | 14  | Ret | DNS | Ret | 14  | Ret | 3      |
| 14  | Pedro Paulo Diniz     | Ret | Ret | Ret | Ret | Ret | 6   | 9   | 14  | Ret | Ret | Ret | 11  | 5   | Ret | Ret | Ret | 3      |
| 15  | Johnny Herbert        | 6   | 11  | Ret | Ret | 7   | 7   | Ret | 8   | Ret | 8   | Ret | 10  | Ret | Ret | Ret | 10  | 1      |
| 16  | Jarno Trulli          | Ret | Ret | 11  | Ret | 9   | Ret | Ret | Ret | Ret | 10  | 12  | Ret | 6   | 13  | Ret | 12† | 1      |
| 17  | Jan Magnussen         | Ret | 10  | Ret | Ret | 12  | Ret | 6   |     |     |     |     |     |     |     |     |     | 1      |
| 18  | Shinji Nakano         | Ret | Ret | 13  | Ret | 14  | 9   | 7   | 17† | 8   | 11  | Ret | 15  | 8   | Ret | 15  | Ret | 0      |
| 19  | Esteban Tuero         | Ret | Ret | Ret | 8   | 15  | Ret | Ret | Ret | Ret | Ret | 16  | Ret | Ret | 11  | NC  | Ret | 0      |
| 20  | Ricardo Rosset        | Ret | Ret | 14  | Ret | DNQ | DNQ | 8   | Ret | Ret | 12  | DNQ | DNQ | DNS | 12  | Ret | DNQ | 0      |
| 21  | Toranosuke Takagi     | Ret | Ret | 12  | Ret | 13  | 11  | Ret | Ret | 9   | Ret | 13  | 14  | Ret | 9   | 16  | Ret | 0      |
| 22  | Olivier Panis         | 9   | Ret | 15† | 11† | 16† | Ret | Ret | 11  | Ret | Ret | 15  | 12  | DNS | Ret | 12  | 11  | 0      |
| 23  | Jos Verstappen        |     |     |     |     |     |     |     | 12  | Ret | Ret | Ret | 13  | Ret | Ret | 13  | Ret | 0      |
| Pos | Piloto                | AUS | BRA | ARG | SMR | SPA | MON | CAN | FRA | GBR | AUT | GER | HUN | BEL | ITA | LUX | JPN | Pontos |

| Cor        | Resultado             |
| ---------- | --------------------- |
| Ouro       | Vencedor              |
| Prata      | 2.º lugar             |
| Bronze     | 3.º lugar             |
| Verde      | Terminou, nos pontos  |
| Azul       | Terminou, sem pontos  |
| Púrpura    | Ret – Retirou-se      |
| Vermelho   | NQ – Não qualificado  |
| Preto      | DSQ – Desqualificado  |
| Branco     | NL – Não largou       |
| Branco     | C – Corrida cancelada |
| Azul claro | AT – Apenas Treino    |
| Sem cor    | NP – Não participou   |
| Sem cor    | Les – Lesionado       |
| Sem cor    | EX – Excluído         |

* Em negrito indica pole position e em itálico volta mais rápida.
† Completou mais de 90% da distância da corrida.

### Observações
- Após o GP do Canadá, onde terminou em 6º lugar (primeiro e único ponto), Jan Magnussen teve seu contrato rescindido. Para o lugar do dinamarquês, a Stewart convocou o holandês Jos Verstappen.
- Ricardo Rosset se acidentou nos treinos para o GP da Hungria. Como a Tyrrell não tinha piloto de testes, não havia tempo hábil para encontrar um substituto, e a equipe preferiu correr apenas com o japonês Tora Takagi.

### Pilotos
| Pos | Piloto                | Construtor(es)      | Corridas | Vitórias | Pódiuns | Poles | V.rápidas | Pontos |
| --- | --------------------- | ------------------- | -------- | -------- | ------- | ----- | --------- | ------ |
| 1   | Mika Häkkinen         | McLaren-Mercedes    | 16       | 8        | 11      | 9     | 6         | 100    |
| 2   | Michael Schumacher    | Ferrari             | 16       | 6        | 11      | 3     | 6         | 86     |
| 3   | David Coulthard       | McLaren-Mercedes    | 16       | 1        | 9       | 3     | 3         | 56     |
| 4   | Eddie Irvine          | Ferrari             | 16       | 0        | 8       | 0     | 0         | 47     |
| 5   | Jacques Villeneuve    | Williams-Mecachrome | 16       | 0        | 2       | 0     | 0         | 21     |
| 6   | Damon Hill            | Jordan-Mugen-Honda  | 16       | 1        | 1       | 0     | 0         | 20     |
| 7   | Heinz-Harald Frentzen | Williams-Mecachrome | 16       | 0        | 1       | 0     | 0         | 17     |
| 8   | Alexander Wurz        | Benetton-Playlife   | 16       | 0        | 0       | 0     | 1         | 17     |
| 9   | Giancarlo Fisichella  | Benetton-Playlife   | 16       | 0        | 2       | 1     | 0         | 16     |
| 10  | Ralf Schumacher       | Jordan-Mugen-Honda  | 16       | 0        | 2       | 0     | 0         | 14     |
| 11  | Jean Alesi            | Sauber-Petronas     | 16       | 0        | 1       | 0     | 0         | 9      |
| 12  | Rubens Barrichello    | Stewart-Ford        | 15       | 0        | 0       | 0     | 0         | 4      |
| 13  | Mika Salo             | Arrows              | 15       | 0        | 0       | 0     | 0         | 3      |
| 14  | Pedro Paulo Diniz     | Arrows              | 16       | 0        | 0       | 0     | 0         | 3      |
| 15  | Johnny Herbert        | Sauber-Petronas     | 16       | 0        | 0       | 0     | 0         | 1      |
| 16  | Jarno Trulli          | Prost-Peugeot       | 16       | 0        | 0       | 0     | 0         | 1      |
| 17  | Jan Magnussen         | Stewart-Ford        | 7        | 0        | 0       | 0     | 0         | 1      |
| 18  | Shinji Nakano         | Minardi-Ford        | 16       | 0        | 0       | 0     | 0         | 0      |
| 19  | Esteban Tuero         | Minardi-Ford        | 15       | 0        | 0       | 0     | 0         | 0      |
| 20  | Ricardo Rosset        | Tyrrell-Ford        | 10       | 0        | 0       | 0     | 0         | 0      |
| 21  | Toranosuke Takagi     | Tyrrell-Ford        | 16       | 0        | 0       | 0     | 0         | 0      |
| 22  | Olivier Panis         | Prost-Peugeot       | 15       | 0        | 0       | 0     | 0         | 0      |
| 23  | Jos Verstappen        | Stewart-Ford        | 9        | 0        | 0       | 0     | 0         | 0      |

### Classificação de construtores
| Pos | Construtor | Chassis | Motor                                               | Pneu | Pontos | Vitórias | Pódiums | Poles |
| --- | ---------- | ------- | --------------------------------------------------- | ---- | ------ | -------- | ------- | ----- |
| 1   | McLaren    | MP4-13  | Mercedes FO110G 3.0 V10                             | B    | 156    | 9        | 20      | 12    |
| 2   | Ferrari    | F300    | Ferrari 047 3.0 V10                                 | G    | 133    | 6        | 19      | 3     |
| 3   | Williams   | FW20    | Mecachrome GC37-01 (Renault RS9 rebatizado) 3.0 V10 | G    | 38     |          | 3       |       |
| 4   | Jordan     | 198     | Mugen-Honda MF-301 HC 3.0 V10                       | G    | 34     | 1        | 3       |       |
| 5   | Benetton   | B198    | Playlife GC37-01 (Renault RS9 rebatizado) 3.0 V10   | B    | 33     |          | 2       | 1     |
| 6   | Sauber     | C17     | Petronas SPE-01D (Ferrari 046/2 rebatizado) 3.0 V10 | G    | 10     |          | 1       |       |
| 7   | Arrows     | A19     | Arrows T2-F1 (Hart 1030 rebatizado) 3.0 V10         | B    | 6      |          |         |       |
| 8   | Stewart    | SF02    | Ford VJ Zetec-R 3.0 V10                             | B    | 5      |          |         |       |
| 9   | Prost      | AP01    | Peugeot A16 3.0 V10                                 | B    | 1      |          |         |       |
| 10  | Minardi    | M198    | Ford JD Zetec-R 3.0 V10                             | B    | 0      |          |         |       |
| 11  | Tyrrell    | 026     | Ford JD Zetec-R 3.0 V10                             | G    | 0      |          |         |       |